# Chapari
Chapari é uma vila no distrito de Puruliya, no estado indiano de Bengala Ocidental.

## Demografia
Segundo o censo de 2001, Chapari tinha uma população de 7242 habitantes. Os indivíduos do sexo masculino constituem 53% da população e os do sexo feminino 47%. Chapari tem uma taxa de literacia de 77%, superior à média nacional de 59,5%; a literacia no sexo masculino é de 84% e no sexo feminino é de 69%. 11% da população está abaixo dos 6 anos de idade.